# Лоис Лаури
Лоис Лаури (на английски: Lois Lowry) е американска писателка на бестселъри в жанра фентъзи, съвременен роман и детска литература.

## Биография и творчество
Лоис Ан Намърсберг Лаури е родена на 20 март 1937 г. в Хонолулу, Хавай, САЩ, в семейството на Робърт Намърсберг и Катрин Гордън. Има по-голяма сестра и по-малък брат. Баща ѝ е военен медик зъболекар, поради което семейството се мести често. По време на преместванията тя чете много книги и сама опитва да пише разкази. От 1939 г. живеят в Бруклин, а от 1942 г., по време на Втората световна война, в Карайл, Пенсилвания. През 1948 – 1950 г. живеят в Токио, през 1950 – 1952 г. във Форт Джей. През 1952 – 1954 г. се местят във Вашингтон, а тя учи в гимназия в Бруклин. През 1954 г. започва да учи в Колежа „Пемброк“ на университета „Браун“ в Роуд Айлънд.
Прекъсва следването си през 1956 г. когато се омъжва за морския офицер Доналд Лаури. Имат четири деца – дъщерите Аликс и Кристин, и синовете Грей и Вениамин. Развеждат се през 1977 г.
Поради военната кариера на съпруга си семейството продължава да живее на различни места – Калифорния, Кънектикът, Флорида, Южна Каролина и Кеймбридж, Масачузетс. Накрая съпругът ѝ напуска службата си и следва право в Харвардския университет.
Когато децата ѝ поотрастват тя решава да завърши следването си и завършва с бакалавърска степен английска литература в Университета на Южен Мейн в Портланд през 1972 г. Специализира фотография и става журналист на свободна практика, а по-късно сама изработва кориците на произведенията си.
През 1977 г. е издаден първият ѝ роман „A Summer to Die“. Повод за написването му е смъртта на сестра ѝ, която умира от рак на 28 г.
През 1979 г. е издаден първият хумористичен роман „Анестейша Крупник“ от едноименната поредица за деца. Следват още няколко поредици за младите читатели.
През 1983 г. е издаден романът ѝ „Taking Care of Terrific“, който през 1987 г. е екранизиран в едноименния телевизионен филм с участието на Мелвин Ван Пийбълс и Джаки Бъроуз.
През 1989 г. е издаден романът ѝ „Number the Stars“ (Число на звездите). Сюжетът се развива в Дания окупирана от нацистите през Втората световна война. Младият Йохансен е приятел с еврейката Елън, която се крие със семейството си, и им помага да избягат. Книгата е наградена с медала „Нюбъри“.
През 1993 г. е издадена първият роман „Пазителят“ от фентъзи дистопичната поредица „Пазителите“. Той представя един утопичен свят, в който няма война и бедност, но животът на всеки един е строго контролиран и определен. Младият Джонас е определен да съхранява спомените на общстността, но сблъсъкът с истината разбива представите му за идеалния свят. За книгата е удостоена с медала „Нюбъри“. През 2014 г. романът е екранизиран в едноименния филм с участието на Брентън Туейти, Джеф Бриджис и Мерил Стрийп.
За цялостното си творчество за юноши е удостоена през 2007 г. с наградата „Маргарет Едуардс“. През 2014 г. е удостоена с почетното звание „доктор хонорис кауза“ от Университета „Браун“.
Лоис Лаури живее в Кеймбридж, Масачузетс, или в Мейн, където има стара фермерска къща на върха на един хълм.

## Произведения

### Самостоятелни романи
- A Summer to Die (1977)
- Find a Stranger, Say Good-Bye (1978)
- Autumn Street (1980)
- Taking Care of Terrific (1983)
- Us and Uncle Fraud (1984)
- Rabble Starkey (1987)
- The Woods at the End of Autumn Street (1987)
- The Road Ahead (1988)
- Number the Stars (1989) – награда „Нюбъри“
- Stay! Keeper's Story (1997)
- The Silent Boy (2003)
- Gossamer (2006)
- The Willoughbys (2008)
- The Birthday Ball (2010)
- Bless this Mouse (2011)

### Серия „Анестейша Крупник“ (Anastasia Krupnik)
1. Anastasia Krupnik (1979)
2. Anastasia Again! (1981)
3. Anastasia At Your Service (1982)
4. Anastasia, Ask Your Analyst (1984)
5. Anastasia On Her Own (1985)
6. Anastasia has the Answers (1986)
7. Anastasia's Chosen Career (1987)
8. Anastasia at This Address (1991)
9. Anastasia, Absolutely (1995)
10. Anastasia Off Her Rocker (2015)

### Серия „Дж. П. Тейт“ (J. P. Tate)
1. Switcharound (1985)
2. Your Move, J.P.! (1990)
3. The One Hundredth Thing About Caroline (1983)

### Серия „Сам Крупник“ (Sam Krupnik)
1. All About Sam (1988)
2. Attaboy, Sam (1992)
3. See You Around, Sam! (1996)
4. Zooman Sam (1999)

### Серия „Пазителите“ (Giver Quartet)
1. The Giver (1993) – награда „Нюбъри“
Пазителят, изд. „Пергамент прес“, София (2012), прев. Яна Йотова
2. Gathering Blue (2000)
3. Messenger (2004)
4. Son (2012)

### Участие в общи серии с други писатели

#### Серия „Уважаема Америка“ (Dear America)
- Like the Willow Tree (2011)

от серията има още 25 романа от различни автори

### Документалистика
- Dear Author (1995)
- Looking Back (1998) – автобиографичен

### Екранизации
- 1987 Taking Care of Terrific
- 2014 Пазителят, The Giver